# La Rachidia
Pour l’article homonyme, voir Errachidia.

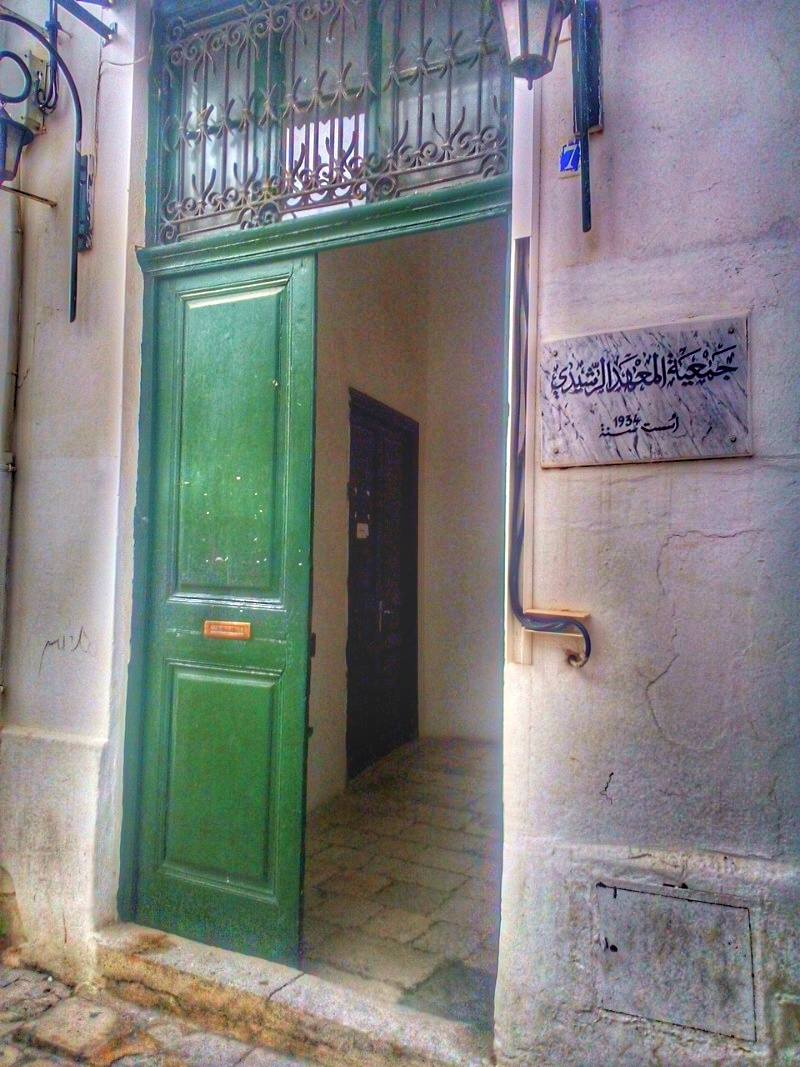
Entrée de La Rachidia.

La Rachidia (arabe : جمعية المعهد الرشيدي للموسيقى التونسية) est une association culturelle et artistique spécialisée dans la musique tunisienne. Elle voit le jour le 3 novembre 1934, grâce à une élite d'hommes politiques, intellectuels, écrivains et artistes menés par Mustapha Sfar, Cheikh El Médina de Tunis à l'époque. L'orchestre de l'institution, dirigé par Fethi Zghonda, est réputé en Tunisie et dans le reste du Maghreb.
L'association porte le nom officiel d'Association de l'Institut Al-Rachidi de musique. Elle a été la première institution musicale créée en Tunisie et l'une des plus anciennes institutions de musique arabe.

## Étymologie
Le nom de La Rachidia a été choisi en référence à Mohamed Rachid Bey, troisième souverain de la dynastie husseinite. Celui-ci a été initié à la musique par sa mère, une aristocrate italienne. Poète et passionné de musique, il joue de l'oud et du violon ; il s'intéresse aussi à la musique et à la chanson venues d'Andalousie et œuvre à enrichir la musique tunisienne par la musique turque, notamment au niveau des règles et des rythmes des noubas. Ce souverain a mis en place une école de musique au palais beylical du Bardo qui fut conservée sous le règne de ses successeurs.

## Histoire

### Fondation
Deux ans après le Congrès de musique arabe, organisé en mars 1932 au Caire, La Rachidia voit le jour en réaction à l'envahissement des espaces publics, notamment les cafés, par les disques originaires du Machrek, à l'apparition de chansons tunisiennes écrites en français — menaçant selon ses fondateurs l'identité nationale en période de colonisation — et aux effets de chansons alors considérées comme « de bas étage »,.

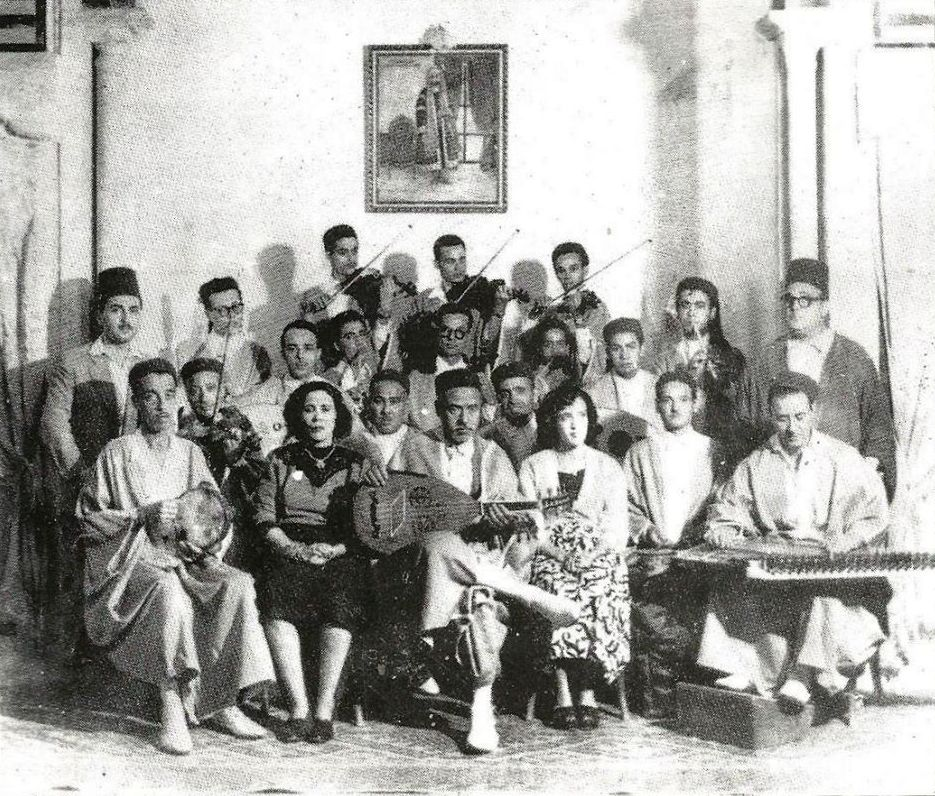
Troupe de La Rachidia avec Saliha et Khemaïs Tarnane.

La première assemblée générale de La Rachidia a eu en 1934 : Mustapha Sfar choisit un certain nombre de notables pour constituer le conseil administratif présidé par lui-même et composé de Mustapha Kaak, Tahar Mehiri, Belhassen Lasram et le docteur Khayat (vice-présidents), Moncef El Okby (secrétaire général), Ahmed Ben Ammar (trésorier), Abdelaziz Ben Chaâbane, Jameleddine Bousnina et Abdelkader Belkhodja (secrétaires généraux adjoints), Tahar Zaouche et Mohamed Ben Abdallah (conseillers).
Dans une première étape, l'institution vise la sauvegarde du patrimoine musical tunisien, dont le malouf et ses variantes. Dans une seconde étape, elle vise la documentation d'un patrimoine considérable : les premiers essais d'adaptation de notation musicale sont exécutés par Mohamed Triki,. Ce dernier prend la direction de la troupe de La Rachidia alors que Khemaïs Tarnane prend la tête de sa chorale.

### Essor

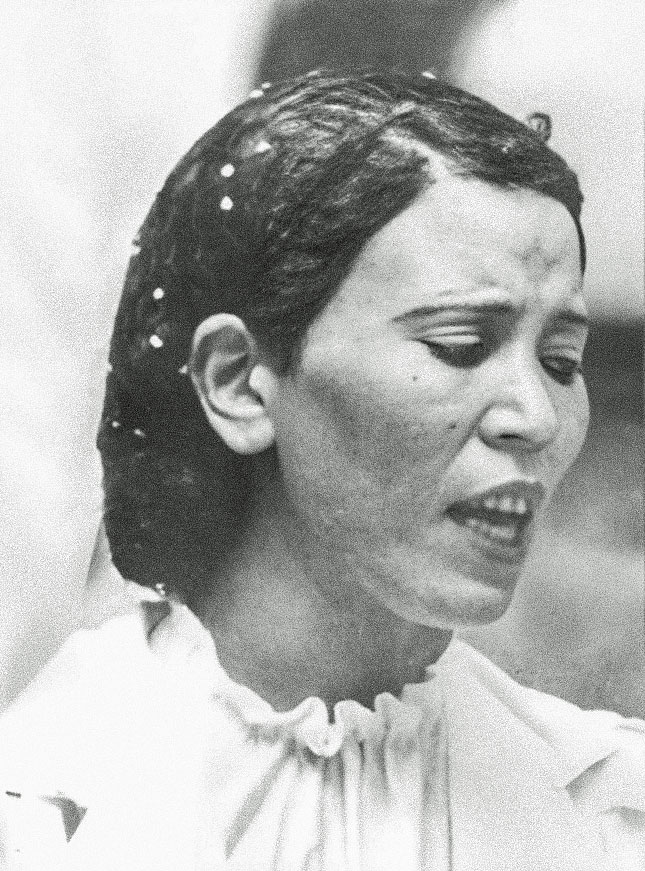
Saliha, figure de La Rachidia.

Les premières années suscitent l'enthousiasme des artistes — poètes, chanteurs, compositeurs ou musiciens — qui alimentent le répertoire de La Rachidia, notamment ceux issus du groupe Taht Essour. Ces derniers, réunis au sein d'une cellule (khaliya), permettent l'organisation du premier concert de La Rachidia donné au Théâtre municipal de Tunis au début de l'année 1935. Ali Douagi écrit ainsi la première chanson propre à La Rachidia : Ya leymi yezzini, minsab inek ini. La Rachidia recrute également ses premiers interprètes : Chafia Rochdi, seule femme présente à la première réunion constitutive de l'institution, Fethia Khaïri ou encore Saliha.
Cette phase de développement se poursuit après l'indépendance, avec la création par Khemaïs Tarnane d'un conservatoire pour l'apprentissage du malouf. Celui-ci donne un second souffle à l'institution, avec l'apparition de compositeurs et musiciens comme Tahar Gharsa, Salah El Mahdi, Mohamed Saâda, Abdelhamid Ben Aljia, Ridha Kalaï, Kaddour Srarfi, Boubaker El Mouldi et d'interprètes comme Naâma ou Oulaya,. À partir des années 1950, l'enseignement y est introduit avec la même mission de sauvegarde du patrimoine et d'encouragement de la créativité et de l'innovation chez les jeunes musiciens de tous horizons.
Avec le lancement de l'orchestre de la radio-télévision tunisienne, on assiste à une désertion de l'orchestre de La Rachidia. Après le décès de Tarnane en 1964, Tahar Gharsa est nommé responsable de l'ensemble vocal qu'il dirige jusqu'en 1978.

### Renouvellement
En 1991, une décision présidentielle est prise afin de renforcer le budget de l'institution et de la réhabiliter par la relance de la troupe principale, l'actualisation du patrimoine musical national, la réintroduction de l'enseignement et l'encouragement des créateurs dans toutes les branches de la musique, une mission dont est chargée Abdelhamid Ben Aljia avec l'aide de Tahar Gharsa.
Après la mort de Gharsa en 2003, c'est son fils Zied Gharsa qui prend la direction de l'ensemble musical ; il prend la tête de l'orchestre en juillet 2006, à la suite du retrait de Ben Aljia et d'une décision du comité directeur de La Rachidia. Fethi Zghonda remplace Gharsa après la révolution de 2011.

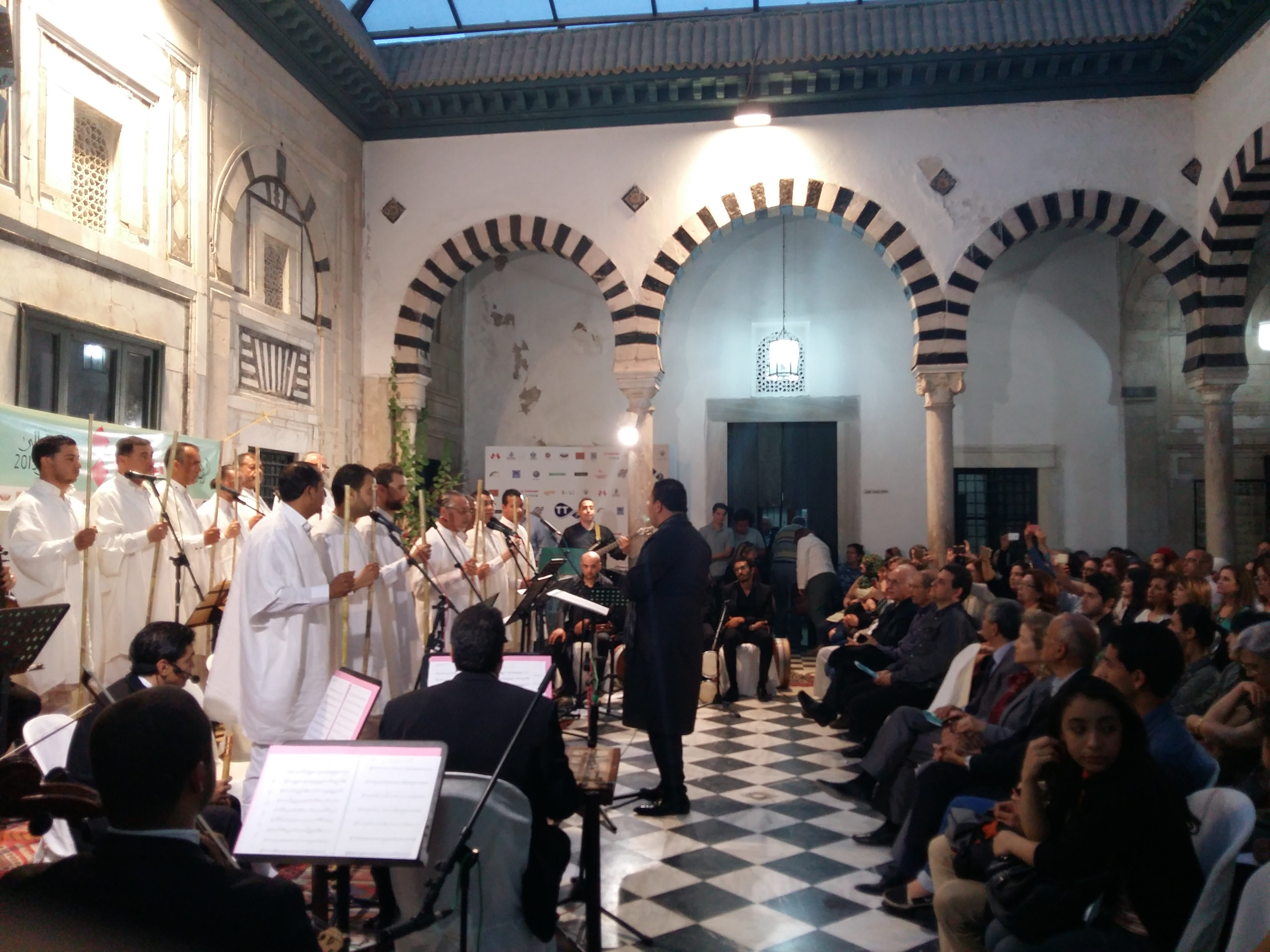
Concert au Dar Daouletli, siège de La Rachidia dans la médina de Tunis.

En novembre 2016, un collectif d'associations lance un financement participatif destiné à finaliser la sauvegarde des archives de l'institution, mettre en place une nouvelle bibliothèque sécurisée et initier la création d'une bibliothèque numérique.

## Activités
Le comité artistique assure la charge de la collecte du patrimoine et de la révision des nouvelles compositions. Le deuxième comité, composé de poètes et d'auteurs, se penche sur l'étude des textes des chansons.
La troupe de La Rachidia donne des concerts tous les mois à l'Institut supérieur de musique, siège de l'institution, au cours desquels Gharsa propose ses propres chansons en compléments des classiques du patrimoine. En 2005, l'ouverture du Festival international de Carthage est consacrée à célébrer les 70 ans de l'institution.